# Sankt Demetrius kyrka, Paralimni
Sankt Demetrius kyrka är en cypriotisk-ortodox kyrkobyggnad belägen i staden Paralimni i Famagusta distrikt, på Cypern.
Kyrkan är helgad åt den kristna martyren Sankt Demetrius av Thessaloniki.